# Henri Désiré Landru

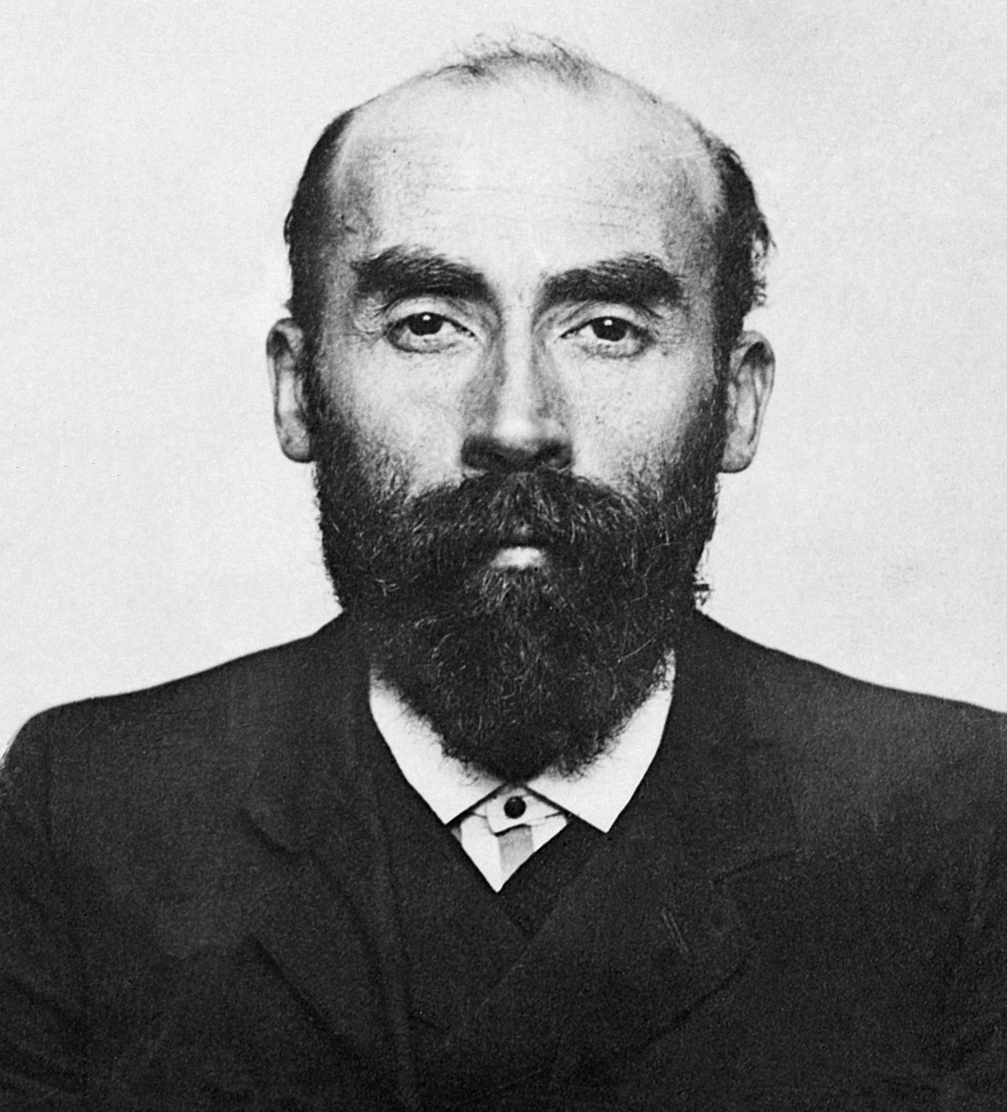
Henri Landru (Polizeifoto, 1909)

Henri Désiré Landru (* 12. April 1869 in Paris; † 25. Februar 1922 in Versailles) war ein französischer Serienmörder. Er tötete mutmaßlich elf Menschen, davon zehn Frauen, während des Ersten Weltkriegs. In der Presse erhielt er den Namen der Blaubart von Gambais (le Barbe Bleue de Gambais).

## Leben
Henri Désiré Landru wurde am 12. April 1869 in Paris als Sohn eines Hüttenarbeiters und einer Schneiderin geboren. Er besuchte eine katholische Schule, wo er unauffällig war und Chorknabe und Messdiener wurde. Er soll lediglich durch Lerneifer aufgefallen sein. Nach Abschluss der Schule bildete er sich in technischen Fortbildungskursen (insbesondere im Zeichnen) so weit fort, dass er eine Anstellung in einem Architekturbüro erlangen konnte. Er heiratete am 7. Oktober 1893 seine Cousine Marie-Charlotte Rémy, die bereits ein außereheliches Kind von ihm hatte; drei weitere Kinder folgten. Im Alter von 20 Jahren ging er zum Militär, wo er es zum Unteroffizier brachte.
Nach der Militärzeit ging er keiner geregelten Arbeit nach, sondern hielt sich mit kleineren Betrügereien über Wasser. Nach außen hin war er Möbelhändler und Garagenbesitzer. Er wurde wegen Betrugs vor Gerichten in Lille und Paris siebenmal verurteilt. 1908 beging er einen Heiratsschwindel. Nach Verbüßung einer dreijährigen Haftstrafe und seiner Entlassung aus dem Gefängnis am 18. Oktober 1912 unternahm er einen weiteren Betrug. Als er deshalb mit einer weiteren Verurteilung rechnen musste, suchte er sich am 23. April 1914 unter falschem Namen eine neue Unterkunft in Paris. Im August dieses Jahres wurde er in Abwesenheit zur Deportation verurteilt. In der Folge benutzte er verschiedene Namen, u. a. Diard, Petit, Frémyet, Dupont, Guillet, Barzieux und Tarempion, und wechselte den Wohn- und Aufenthaltsort. In Paris verlegte er sich endgültig auf den Heiratsschwindel. Er schaltete oder antwortete auf Heiratsanzeigen und wurde so mit Frauen bekannt, mit Vorliebe für Alleinstehende mittleren Alters. Zwar war Landru keine beeindruckende Erscheinung, konnte aber durch kleine Geschenke und ein gewisses Talent im Schreiben von Liebesbriefen eine enorme Wirkung auf diese Frauen erzielen. Insgesamt trat er auf diese Weise mit 283 Frauen in Kontakt.
Persönlich war Landru bedürfnislos, er rauchte nicht und trank keinen Alkohol. Er neigte zur Pedanterie, legte etwa Akten mit den Liebesbriefen an die Frauen an, mit denen er in Kontakt trat, und führte Notizbücher, in denen er alle wichtigeren Ereignisse vermerkte, darunter sogar die Daten seiner Morde. Bei alledem hielt er dauernd Kontakt mit seiner Familie und kam auch, soweit es jedenfalls einem Untergetauchten möglich war, seinen Pflichten als Ehemann und Familienvater nach.

## Die Morde
Landrus Opfer waren vor allem Frauen, die er über Heiratsanzeigen kennengelernt hatte. Mit diesen traf er sich und gab dabei vor, ein gut situierter Herr zu sein – ein Beamter, ein kleiner Fabrikbesitzer oder Ähnliches. Nach einiger Zeit lud er sie in Häuser auf dem Lande ein, die er dort gemietet hatte; anfangs in ein Haus in Vernouillet, später in eines in Gambais. Er löste jeweils, wie sich aus seinem Notizbuch ergab, eine einfache Fahrt für sein Opfer und Hin- und Rückfahrt für sich selbst. Die Frauen wurden nicht wiedergesehen. Danach löste Landru ihre Wohnungen auf und veräußerte ihre Möbel, löste ihre Bankkonten auf und verkaufte ihre Versicherungspolicen. Hierfür fälschte er Vollmachten und legte sich Tarnidentitäten und -adressen zu. Wertgegenstände und persönliche Gegenstände, zum Teil auch die Personalpapiere, lagerte er ein. Mit seinem ersten Opfer der Serie verschwand auch ihr Sohn.
Um seine Taten zu vertuschen, verschickte er Postkarten, die vorgeblich von seinen Opfern stammten.

## Aufdeckung der Taten
Infolge der Kriegswirren blieben die Taten von Landru lange unentdeckt, zum Teil hatte er hierbei Glück. Die französische Polizei hatte zwar eine eigene Abteilung für vermisste Personen, aber diese war überlastet. Erst durch Eigeninitiative von Angehörigen seiner Opfer und nachdem die Schwester eines Opfers ihn in Paris erkannt hatte, kamen die Ermittlungen auf den richtigen Weg. Hiernach ermittelten die Polizeibehörden zwar noch gegen einige seiner Pseudonyme, aber ein Inspektor fand unter einem Stapel Papiere einen Zettel, auf dem „Landru“ stand. Er zog daraufhin die Kriminalakten heran, in denen sich eine Beschreibung Landrus fand, seine Identität war damit enthüllt.
Durchsuchungen in Gambais und Vernouillet erbrachten zunächst keine besonderen Ergebnisse – in Gambais wurden nur die Kadaver der Hunde eines der Opfer gefunden, in Vernouillet immerhin Damenstrümpfe, Korsettteile und Reste von Damenschuhen. Erst eine erneute Durchsuchung ergab verkohlte Knochenreste, namentlich Teile dreier menschlicher Schädel, fünf Füße und drei Hände. In einem Lagerraum in Clichy wurden schließlich die eingelagerten persönlichen Gegenstände der Opfer gefunden.

## Der Prozess
Zwischen dem 7. und dem 30. November 1921 fand die Hauptverhandlung gegen Landru in Versailles statt. Unter anderem wurden 150 Zeugen angehört.
Das Problem der Anklage war, dass im Wesentlichen nur Indizienbeweise gegen ihn vorlagen. Sämtliche im Notizbuch Landrus und seinen Liebesbriefakten aufgeführten Frauen konnten ermittelt werden, nur wegen der zehn Frauen, die abgängig waren, wurde er angeklagt. Sie waren alle im Raum Gambais oder Vernouillet gesehen worden. Wie er seine Opfer tötete, konnte nicht ermittelt werden. Die Notizbücher waren zum Teil verschlüsselt, so wurde ein aus Argentinien stammendes Opfer als „Brasil“ bezeichnet. In seinen Akten benutzte er ebenfalls zum Teil spezielle Abkürzungen, deren Sinn durch Vermutungen erschlossen werden musste.
Landru verteidigte sich im Wesentlichen dadurch, dass er die Taten bestritt; er behauptete, dass er nicht wisse, wo die zehn Frauen geblieben seien. Er sei ein Kavalier und würde sich allein deshalb nicht zu den Damen äußern. Soweit ihm der Verkauf der Möbel der Opfer, die in Clichy gefundenen Gegenstände und das Auflösen der Bankkonten entgegengehalten wurde, behauptete er, dass er von den Frauen hierzu beauftragt worden sei. Er sei Möbelhändler. Auch verfängliche Anmerkungen in seinem Notizbuch versuchte er hierdurch zu erklären. Die gefundenen verkohlten Knochen seien Tierknochen.
Sein Verteidiger Vincent de Moro-Giafferi hob darauf ab, dass die Kriminalpolizei die zehn Frauen lediglich nicht gefunden habe, dies heiße nicht, dass sie ermordet worden sein müssten. Die spätere Durchsuchung der Häuser Landrus sei erst erfolgt, nachdem sie bereits von Neugierigen besichtigt worden seien, dort danach gefundene Beweismittel (die Knochenreste) seien daher nicht verwertbar. Die Geschworenen gingen trotzdem von Mord aus. Das Gericht verurteilte Landru zum Tode, der Richter hieß Gilbert. Landru beteuerte auch danach seine Unschuld. Rechtsmittel Landrus gegen das Urteil wurden vom Kassationsgericht in Paris verworfen.
Am 25. Februar 1922 kurz nach sechs Uhr morgens wurde Henri Désiré Landru vom Scharfrichter Anatole Deibler auf der Guillotine hingerichtet. Er wurde auf dem Friedhof von Versailles beigesetzt.

## Nachwirkung
Der Fall erregte seinerzeit erhebliches Aufsehen, dazu trug bei, dass die französische Presse durch die Zensur gehindert war, innenpolitische Themen zu behandeln. Das große außenpolitische Thema, die Friedensverhandlungen, war durch das Stocken der Verhandlungen für die Medien eher uninteressant. Ein Kriminalfall wie der um Landru war daher geeignet, das Nachrichtenloch zu stopfen. Das Publikum war zudem geneigt, sich von den aktuellen kriegsbedingten wirtschaftlichen Problemen ablenken zu lassen.

### Film
1923 wurde der österreichische Film Landru, Der Blaubart von Paris unter der Regie von Hans Otto Löwenstein gedreht.
Charlie Chaplins Monsieur Verdoux – Der Frauenmörder von Paris (1947) greift auf den Fall Landru zurück. Die Idee zu diesem Film stammt von Orson Welles, der Chaplin auf den Fall Landru aufmerksam machte.
In der 1962 von Claude Chabrol gedrehte schwarze Komödie Der Frauenmörder von Paris, wird Landru als Möbelhändler darstellt, der vermögende Frauen tötet und beerbt, um seine Familie ernähren zu können. 2005 drehte der französische Regisseur Pierre Boutron den Film Désiré Landru.
Landru wird im Psychothriller H6 – Tagebuch eines Serienkillers (Spanien, 2007) vom Protagonisten mehrmals erwähnt.